# Pycnophallium noliteia
Pycnophallium noliteia är en fjärilsart som beskrevs av Hans Fruhstorfer 1918. Pycnophallium noliteia ingår i släktet Pycnophallium och familjen juvelvingar. Inga underarter finns listade.